# رود پولتساما
رود پولتساما (استونیایی: Põltsamaa jõgi) رودی در کشور استونی است.
طول این رود ۱۳۵ کیلومتر است و در شهرستان‌های یوگوا، یاروا و لنه-ویرو جریان دارد.

## نگارخانه

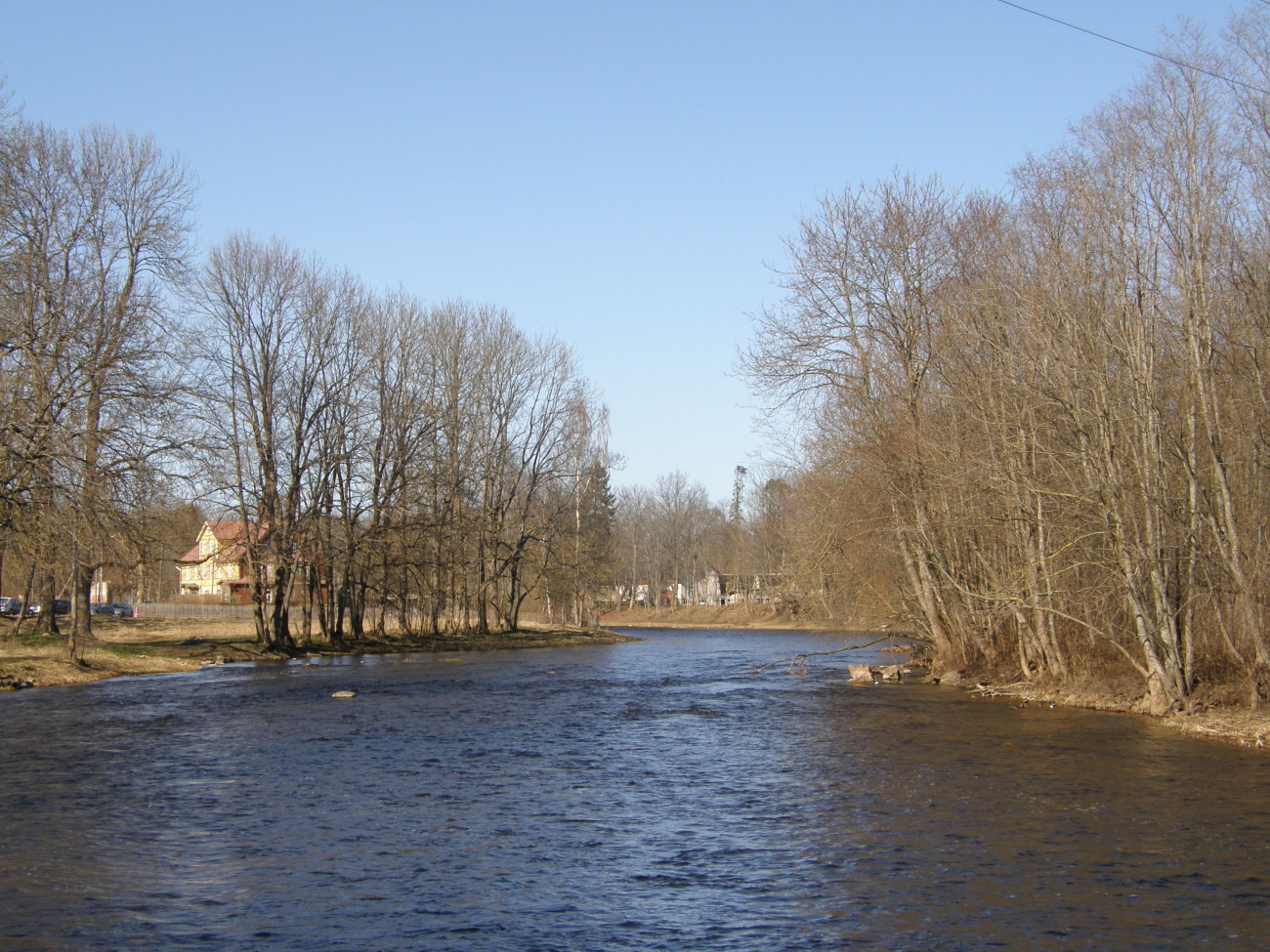
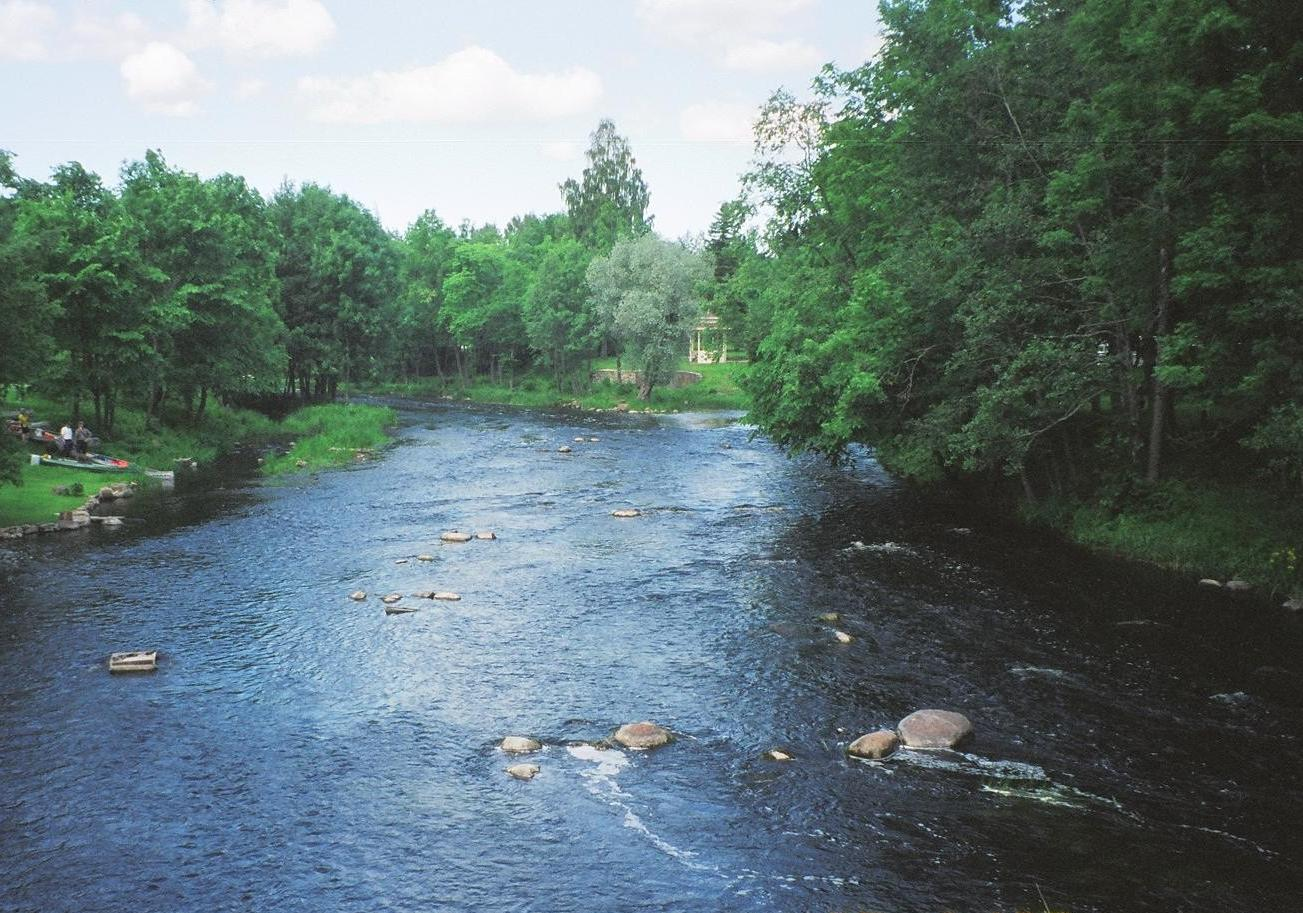
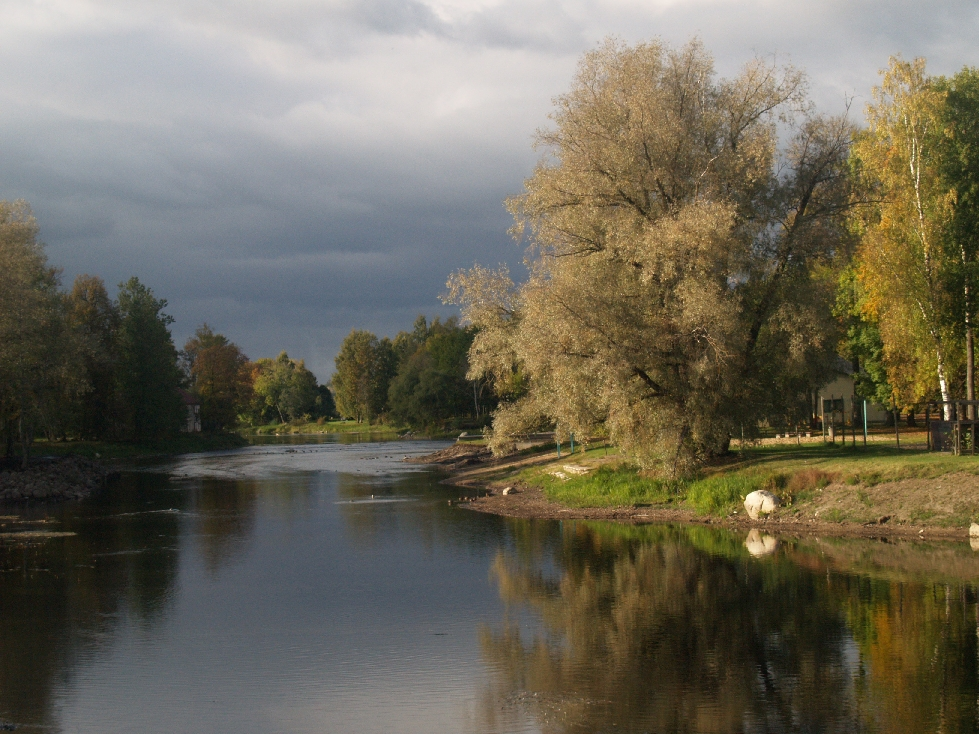
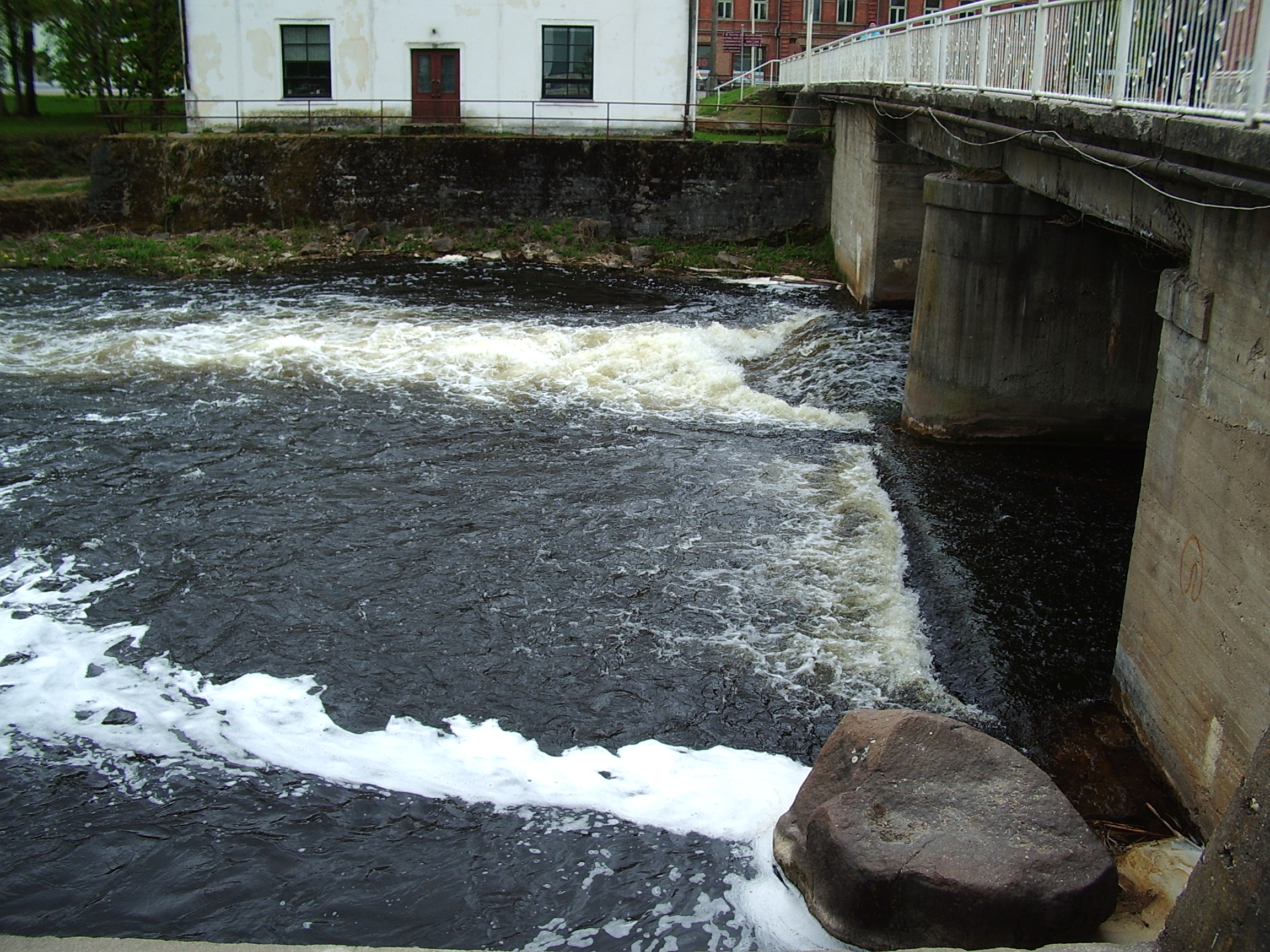
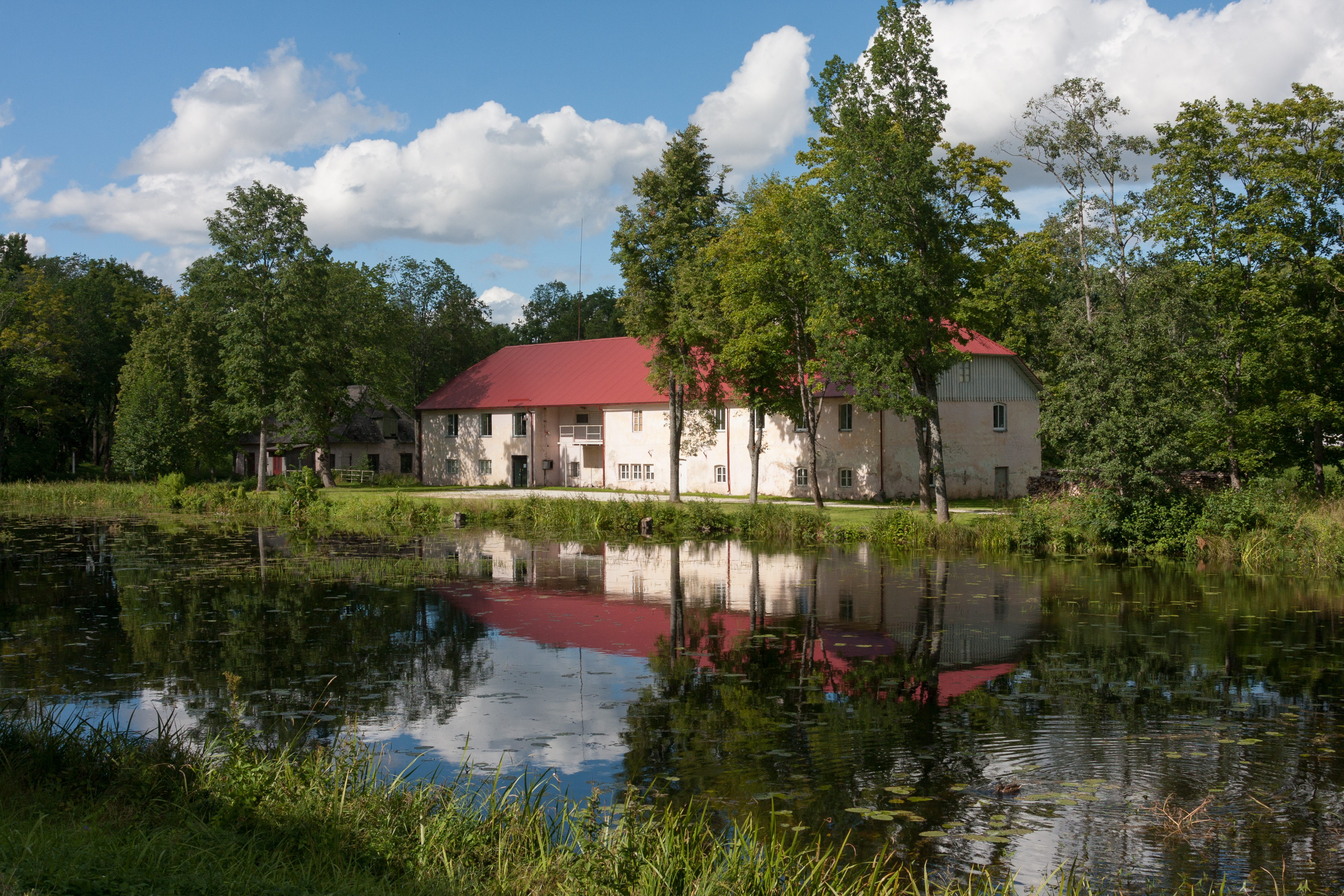
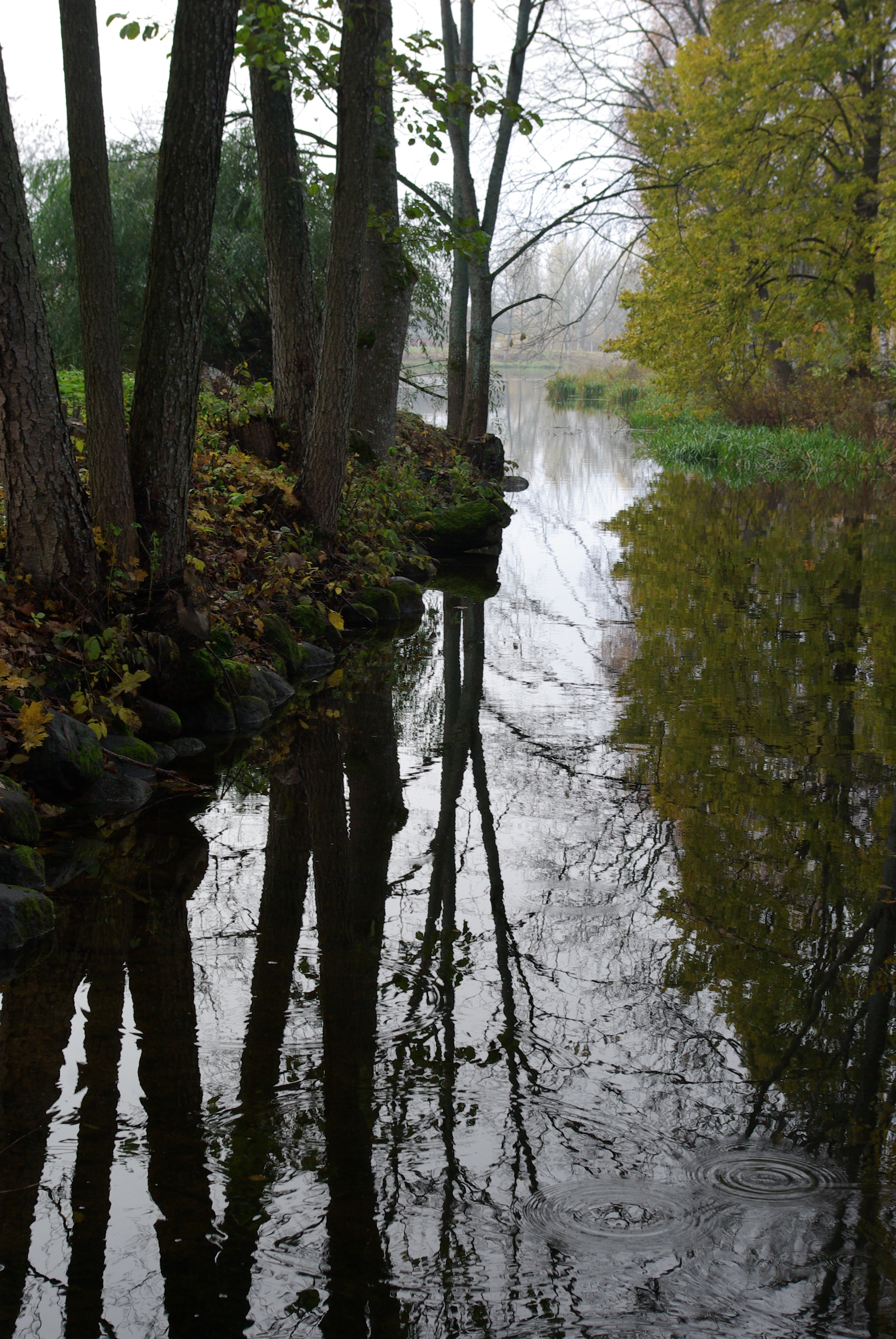